# Lucas Burkart
Lucas Burkart (* 3. Februar 1967 in Basel) ist ein Schweizer Historiker.

## Leben
Lucas Burkart besuchte von 1974 bis 1987 die Schulen in Basel, die er mit der Maturität am Humanistischen Gymnasium beendete. Von 1987 bis 1994 studierte er Geschichte, Volkswirtschaftslehre, Literatur und Philosophie in Basel und Bologna. 2000 promovierte er an der Universität Basel mit einer Arbeit über Bildstrategien im spätmittelalterlichen Verona. 2005 habilitierte er sich wiederum in Basel mit einer Arbeit über die Instrumentalisierung von Kirchenschätzen im Mittelalter. Von 2007 bis 2012 bekleidete er eine Förderprofessur des Schweizerischen Nationalfonds am Historischen Seminar der Universität Luzern. Seit 1. August 2012 wirkt er an der Universität Basel als ausserordentlicher, seit 2017 als ordentlicher Professor für Allgemeine Geschichte des Spätmittelalters und der italienischen Renaissance.
Seine Forschungsschwerpunkte liegen in der Geschichte der visuellen und materiellen Kultur sowie der Stadt-, Wirtschafts- und Sozialgeschichte im Spätmittelalter und in der Frühen Neuzeit.

## Schriften (Auswahl)

### Monografien
- Die Stadt der Bilder. Familiale und kommunale Bildinvestition im spätmittelalterlichen Verona. W. Fink, München 2000, ISBN 3-7705-3501-4 (Dissertation, Universität Basel, 1998).
- Das Blut der Märtyrer. Genese, Bedeutung und Funktion mittelalterlicher Schätze. Böhlau, Köln 2009, ISBN 978-3-412-20104-3 (Habilitationsschrift, Universität Basel, 2005/06).
- (mit Tina Asmussen und Hole Rößler) Theatrum Kircherianum. Wissenskulturen und Bücherwelten im 17. Jahrhundert, Wiesbaden 2013 (online)

### Herausgeberschaften
- Europa Arkadien. Jakob Philipp Hackert und die Imagination Europas um 1800. Göttingen 2008 (mit Andreas Beyer, Achatz von Müller und Gregor Vogt-Spira)
- Le trésor au Moyen Âge. Pratiques, discours, images  Schatzkulturen im Mittelalter. Diskurs, Praxis, Vorstellung, Florenz 2010 (= Micrologus Library) (mit Philippe Cordez; Pierre-Alain Mariaux; Yann Potin)
- Mythen, Körper, Bilder. Ernst Kantorowicz zwischen Historismus, Emigration und Erneuerung der Geisteswissenschaften, Göttingen 2015. (mit Joachim Kersten; Ulrich Raulff; Hartwig von Bernstorff; Achatz von Müller)
- Sites of Mediation. Connected Histories of Places, Processes, and Objects in Europe and Beyond, 1450–1650. (=Intersections, Vol. 47) Leiden/Boston 2015 (mit Susanna Burghartz, Christine Göttler)
- Johann Ludwig Burckhardt – Sheikh Ibrahim. Entdeckungen im Orient um 1800. Neue Forschungsergebnisse zu einem der bekanntesten Basler Bürger. Basel, 2019 (mit Leonhard Burckhardt, Jan Loop und Rolf A. Stucky)
- Burckhardt Renaissance. Erkundungen und Relektüren eines Klassikers, Wallstein Verlag, Göttingen 2021, ISBN 978-3-8353-3863-0 (mit Susanna Burghartz und Andreas Beyer)
- Shifting horizons reveal moments of crisis and radical change, Schwabe Verlag, Basel 2021, ISBN 978-3-7965-4518-4 (mit Beate Fricke)

### Aufsätze (Auswahl)
- Politische Investitionen. Die Geschichte des Basler Münsterschatzes vom 11. Jahrhundert bis zur Reformation, in: Historisches Museum Basel (Hg.): Ausstellungskatalog Der Basler Münsterschatz, Basel 2001, S. 230–241
- Die Kulturwissenschaft Aby Warburgs und die Bildgeschichte Percy Ernst Schramms. in: Jens Jäger, Martin Knauer (Hrsg.): Bilder als historische Quellen. München 2009, S. 71–96.
- Die Stadt der Bilder. Verona im Spätmittelalter, in: Peter Johanek (Hg.): Bild und Wahrnehmung der Stadt (Städteforschungen 63), Köln, Weimar, Wien 2012, S. 25–50.
- Überlegungen zur Bedeutung von Materialität in Stadtdarstellungen der Vormoderne, in: Bernd Roeck, Marco Jorio, Martina Stercken, François Walter, Thomas Manetsch, Thomas (Hg.): Schweizer Städtebilder. Urbane Ikonographien (15.–20. Jahrhundert), Zürich 2013, S. 133–142.
- Geben ist seliger denn nehmen. Zur Asymmetrie politischer Ökonomik in frühmittelalterlichen Königsherrschaften, in: Geschichte in Wissenschaft und Unterricht 65, 2014, H. 9/10, S. 540–547.
- Wozu Geschichte? Ein Blick auf die Schweiz am Beginn des 21. Jahrhunderts und ihre Erwartungen an die Geschichtswissenschaft, in: Disziplin/Discipline, 2014, S. 91–103.
- “Aus dem Rahmen. Jacob Burckhardt als Bildregisseur”, Zeitschrift für Ideengeschichte. C.H. Beck, 12(3), pp. 76–92.
- “‘Le fantasticherie di alcuni confratelli amanti dell’arte. ’ Sulla situazione della Biblioteca Warburg per la Scienza della Cultura tra il 1929 e il 1933”, La Rivista di Engramma. Engramma, (176); 2020. Verfügbar unter http://www.engramma.it/eOS/index.php?id_articolo=3950

### Online-Ausstellung
- Digitale Ausstellung des Basler Münsterschatz, zusammen mit Peter Fornaro, Nicolai Kölmel, in Kooperation von Universität Basel – Historisches Museum Basel – truvis.[3]
- Digitale Ausstellung des ehemaligen Museum Faesch, verantwortlich Digitales Schaudepot